# 卡尔马中央车站
卡尔马中央车站是瑞典斯莫兰东部卡尔马县卡尔马的一个火车站。该车站是卡尔马唯一的火车站，是卡尔马县的火车交通中心。

## 交通
该车站有Öresundståg开往哥本哈根、 SJ开往哥德堡以及Krösatågen开往埃马博达和林雪平。

## 轨道信息
卡尔马中央车站是终站，设有两个站台。其中一个位于1号轨道，在同一平面上直接连接到卡尔马兰巴士总站，该巴士总站位于卡尔马中央车站旁。该车站有5条火车轨道，其中1号轨道和2号轨道被分为A和B。在出发轨道的一侧有一个较小的车辆段，配有手动球开关，用于设置列车和调动机车。

## 车站大楼
车站大楼设有候车室、火车和巴士旅客的客户服务中心、餐厅和信息板。车站房最古老的部分是西部和南部，根据亚尔马·库姆利恩的图纸于 1874 年建造。车站房建于 1910。车站房的两部分都漆成浅黄色。

## 图片

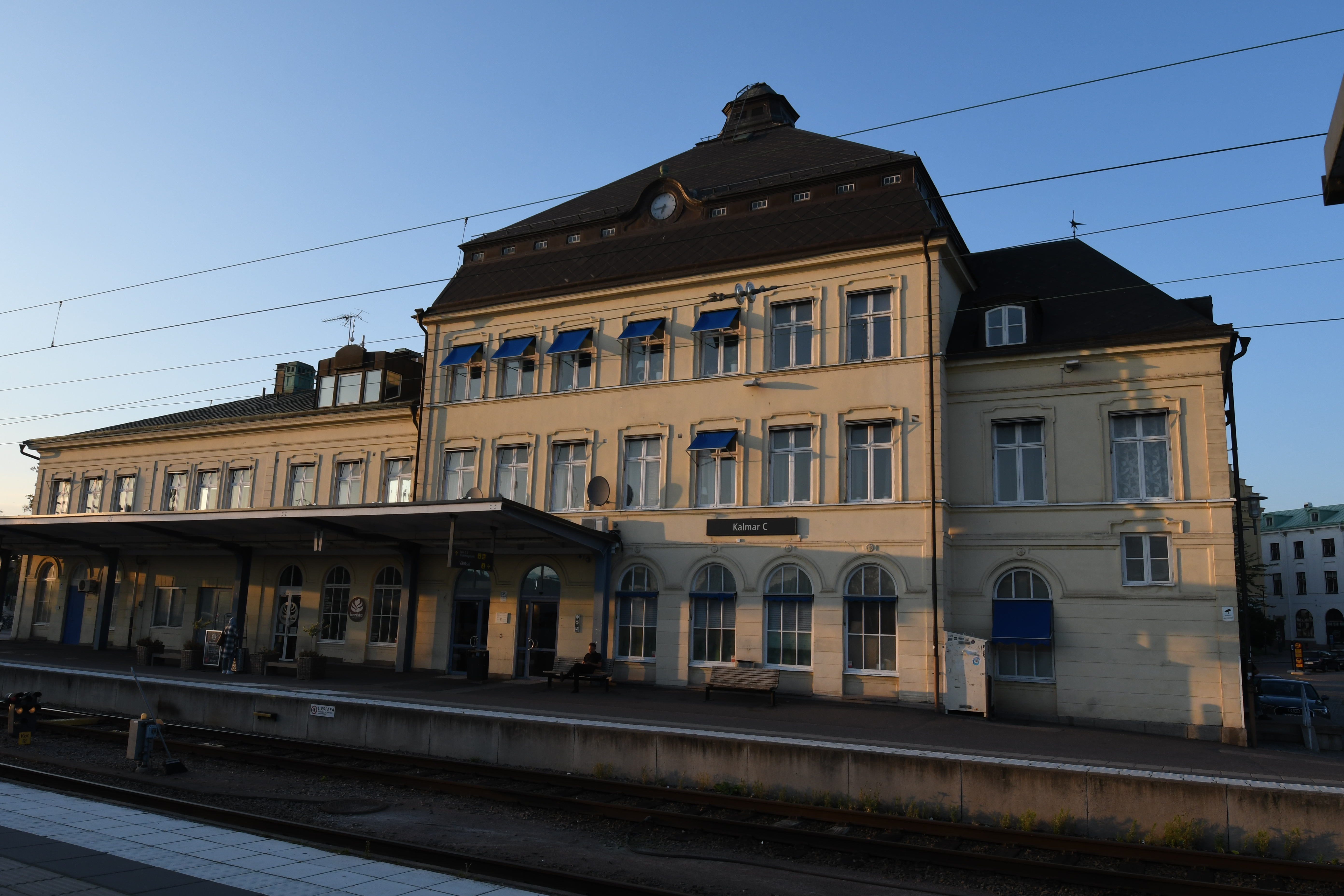
车站大楼后面
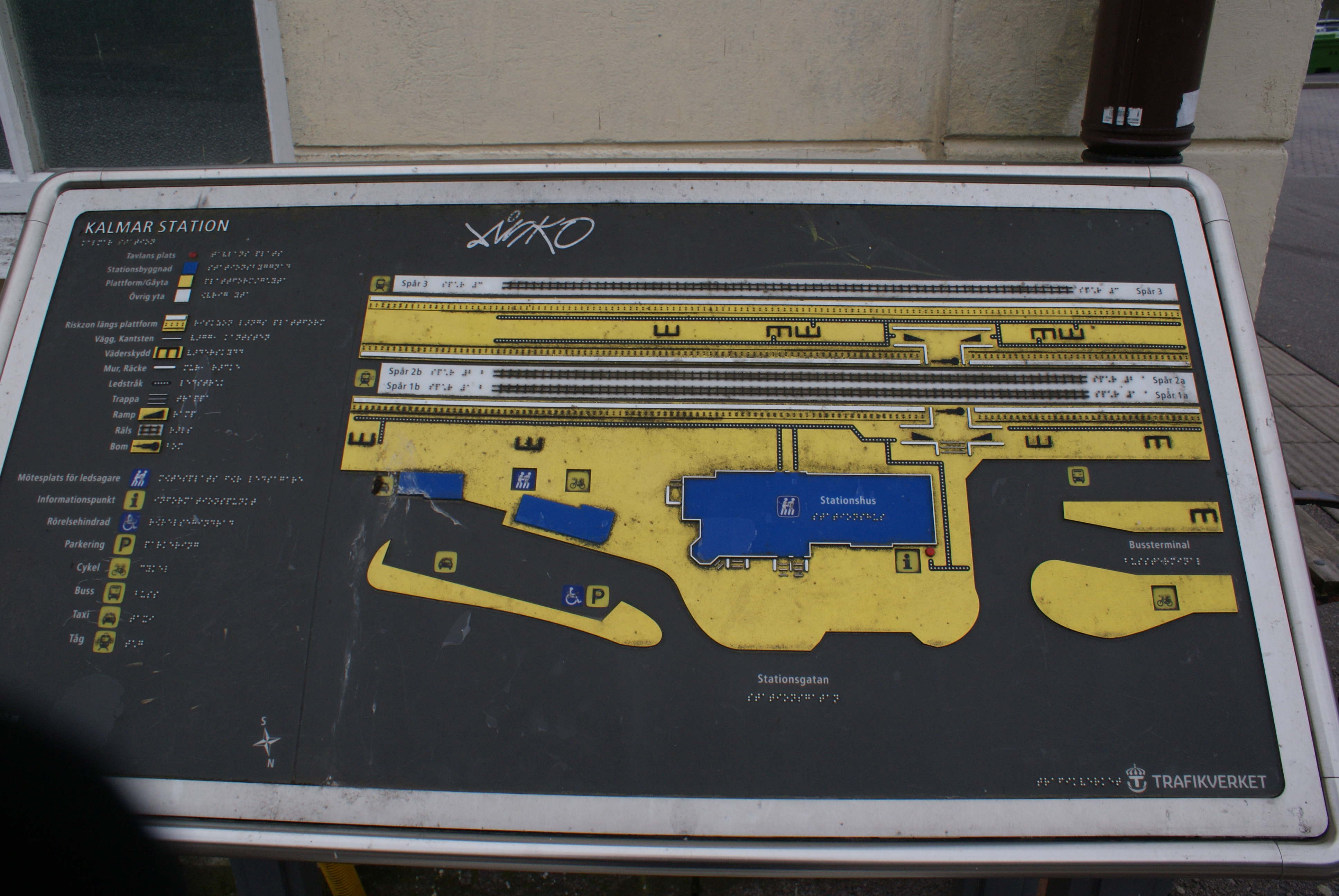
车站地图
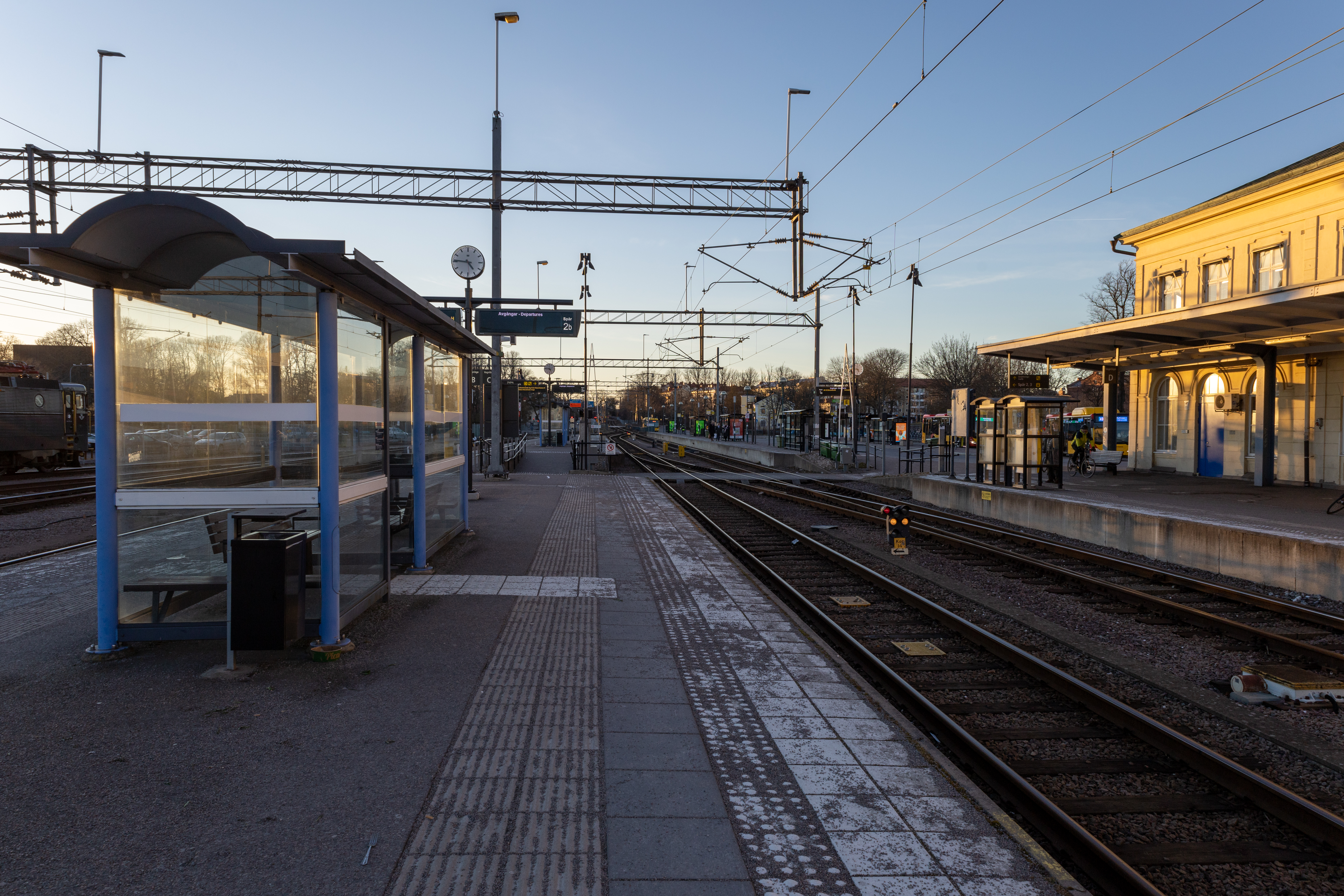
车站站台
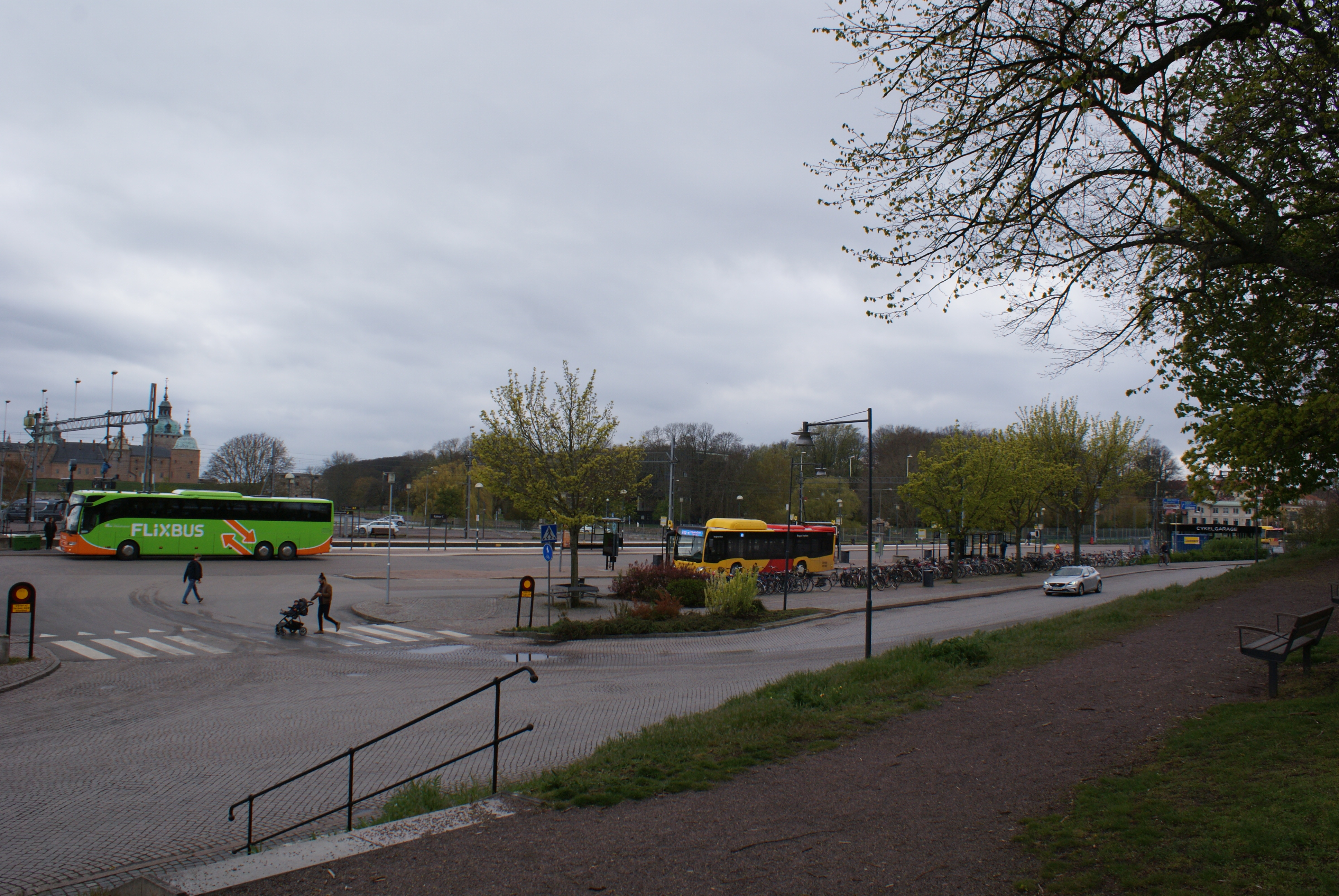
卡尔马中央车站和卡尔马巴士总站